# شاه‌ولدلی
شاه‌ولدلی (به لاتین: Şahvələdli) منطقه‌ای مسکونی در جمهوری آذربایجان است که در شهرستان داش‌کسن واقع شده است. شاه‌ولدلی ۱۸۸ نفر جمعیت دارد.